# Mecodema quoinense
Mecodema quoinense es una especie de escarabajo del género Mecodema, familia Carabidae. Fue descrita científicamente por Broun en 1912.
Esta especie se encuentra en Nueva Zelanda.